# MathWorks
MathWorks és una empresa privada multinacional especialitzada en programari de càlcul matemàtic i de processament de senyal. Els seus principals productes són MATLAB i Simulink. A més de la seva aplicació en la indústria i a nivell governamental, les eines de la companyia estan molt ben considerades dins de l'àmbit educatiu. Són molt utilitzades arreu del món per diferents universitats i institucions per potenciar i ajudar en l'ensenyament i la investigació. El març de 2013 l'empresa comptava amb un planter de 2.800 treballadors a tot el món, un 70% del qual es troba a la seva seu central a Natick (Massachusetts).

## Història
MathWorks va ser fundada a Portola Valley (Califòrnia), per Jack Little (President i CEO), Cleve Moler (Director Científic) i Steve Bangert (ara inactiu) el 7 de desembre de 1984. El seu producte estrella, MATLAB, fer el seu debut públic en la Conferència IEEE sobre Decisió i Control a Las Vegas, Nevada en aquest mateix any. La companyia va vendre la seva primera comanda, d'un total de 10 còpies de MATLAB, per 500$ a l'Institut de Tecnologia de Massachusetts (MIT) al febrer de 1985.
L'any 1986, MathWorks es va traslladar a Massachusetts. Després d'una dècada de creixement, el 1999, es va instal·lar en la seva actual seu a Apple Hill Drive a la ciutat de Natick. En aquest moment, la companyia havia crescut considerablament, assolint gairebé 1.000 treballadors.
L'expansió a escala global va començar l'any 1997 amb una oficina al Regne Unit. En els següents anys MathWorks va obrir oficines a diversos països europeus: El 2000 a Espanya, Alemanya, França, Països Baixos i Suïssa; el 2002 a Itàlia i el 2004 a Suècia. Paral·lelament, l'any 2004, van inaugurar la primera oficina a Àsia (Corea del Sud). Passat un temps, es van obrir oficines a la Xina (2007), l'Índia (2008) i al Japó (2009), on es va establir una presència directa.
L'any 2007, MathWorks va adquirir Polyspace Tecnologies. Aquest fet va provocar que MathWorks comencés a incloure productes Polyspace en les seves versions de MATLAB a partir de l'any 2008. En aquell mateix any, el 2008, MathWorks va adquirir SciFace Programari GmbH &amp; Co KG, fabricant de MuPAD, pel que MathWorks va començar a incloure'l a la seva Symbolic Math Toolbox, reemplaçant el motor Maple existent.
El juliol del 2008 MathWorks va ampliar el seu campus principal a Massachusetts amb la compra d'un edifici d'oficines de 14.000 m² al turó d'Apple, seguit per la compra, a l'abril del 2009, d'un altre edifici de 16.000 m² en el mateix complex. A l'abril de 2013, la companyia va ampliar novament la seva presència a Natick per una suma addicional de 46.000 m² amb la compra de l'antiga seu de Boston Scientific.

## Serveis i productes
- MATLAB
  - MEX file
- Simulink
  - SimEvents
  - Stateflow
  - xPC Target
- Polyspace

## Logotip
El logotip representa el primer mode de vibració d'una membrana prima en forma de L, subjectada a les vores, que es regeix per l'equació d'ona.